# William Frederick Yeames
William Frederick Yeames, né le 18 décembre 1835 à Taganrog en Russie et décédé le 3 mai 1918 à Teignmouth, est un peintre anglais.

## Biographie
William Frederick Yeames est né le 18 décembre 1835 en Russie, il est le fils d'un diplomate britannique en poste en Russie. Après la mort de son père en 1842, il étudie la peinture à Dresde. Sa famille et lui déménage ensuite à Londres en 1848. Il part ensuite à Florence en 1852, puis à Rome. Il revient à Londres en 1859, où il met en place un atelier avec Philip Hermogenes Calderon, Frederick Goodall et George Adolphus Storey.

## Œuvres
- La Reine Élisabeth Ire et Leicester
- Amy Robsart (1877)
- Et quand-as-tu vu pour la dernière fois ton père ?, (1878), 131 × 251,5 cm, Walker Art Gallery